# Dragomir Arambašić
Pour les articles homonymes, voir Arambašić.

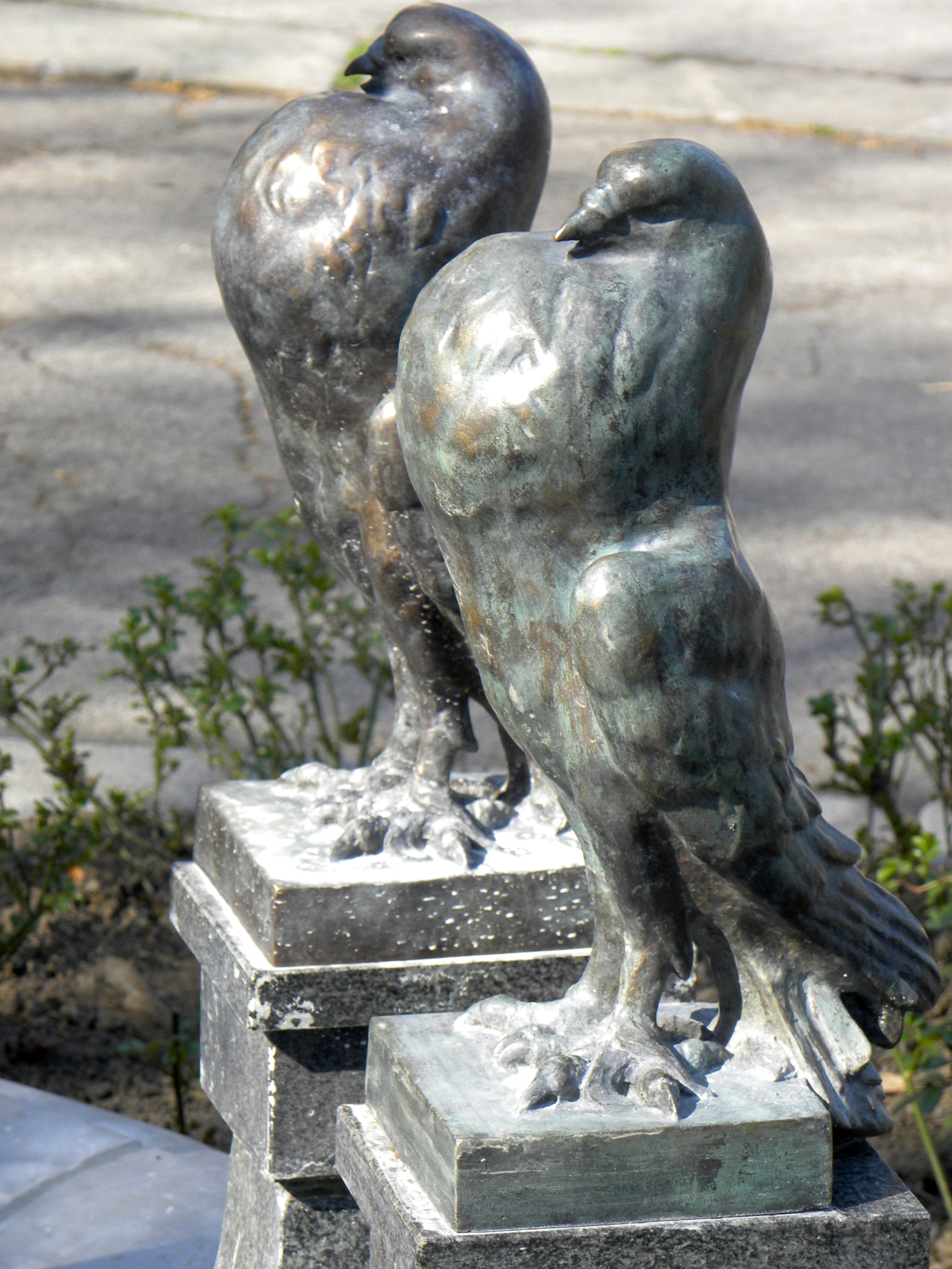
Détail de la fontaine en face du pavillon des arts Cvijeta Zuzorić à Belgrade par Dragomir Arambašić

Dragomir Arambašić, né à Belgrade en 1881 et mort en 1945, est un sculpteur et peintre serbe.

## Biographie
Il apprend la sculpture à Dresde comme élève d'Anton von Werner puis de Giuseppe Ferrari à l'Accademia di San Luca de Rome dont il sort diplômé. Il a également pour professeur à Paris le sculpteur Antonin Mercié.
Membre du Salon des artistes français, il y obtient une mention honorable en 1920.

## Galerie

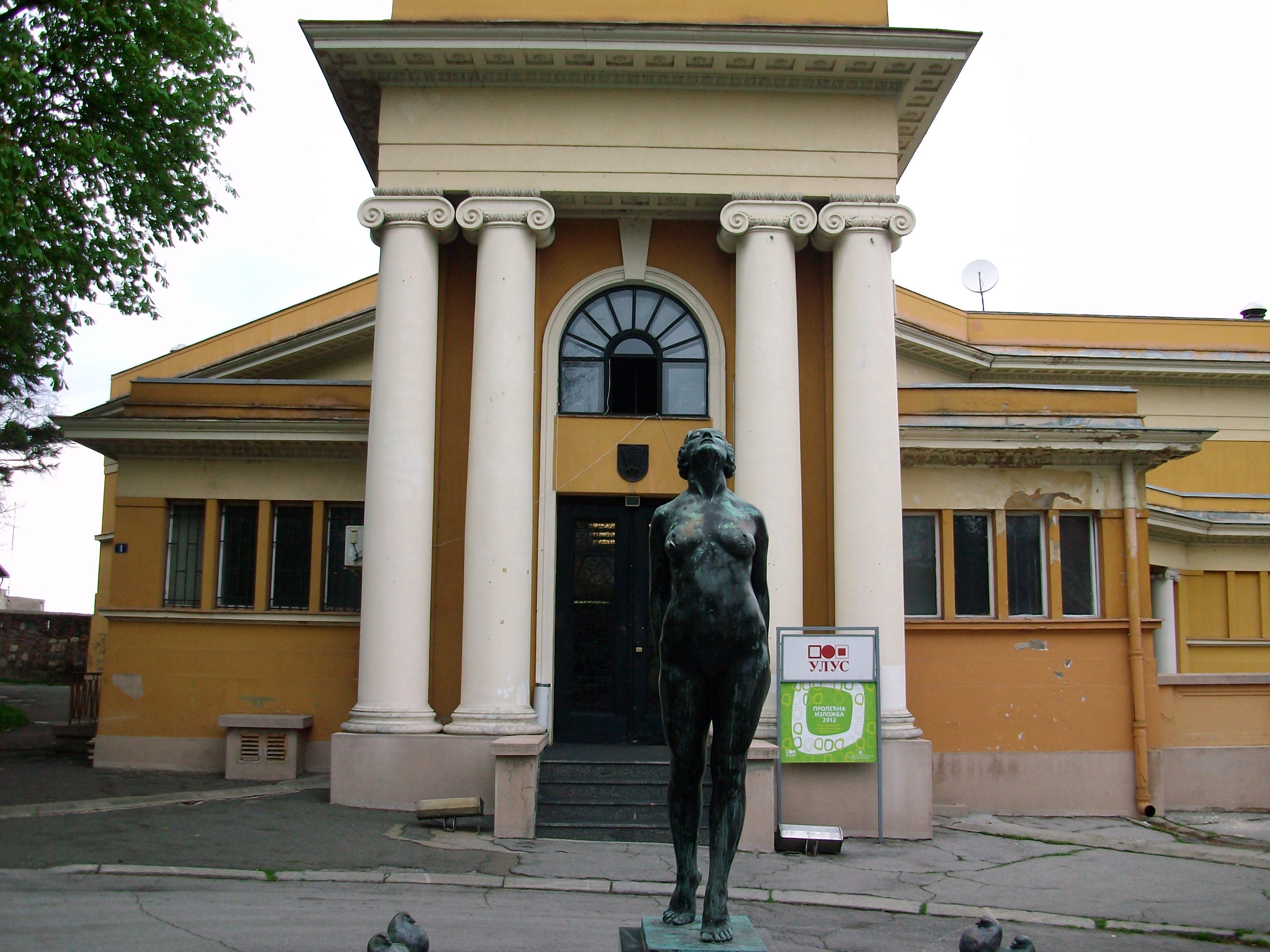
Fontaine en face du pavillon des arts Cvijeta Zuzorić
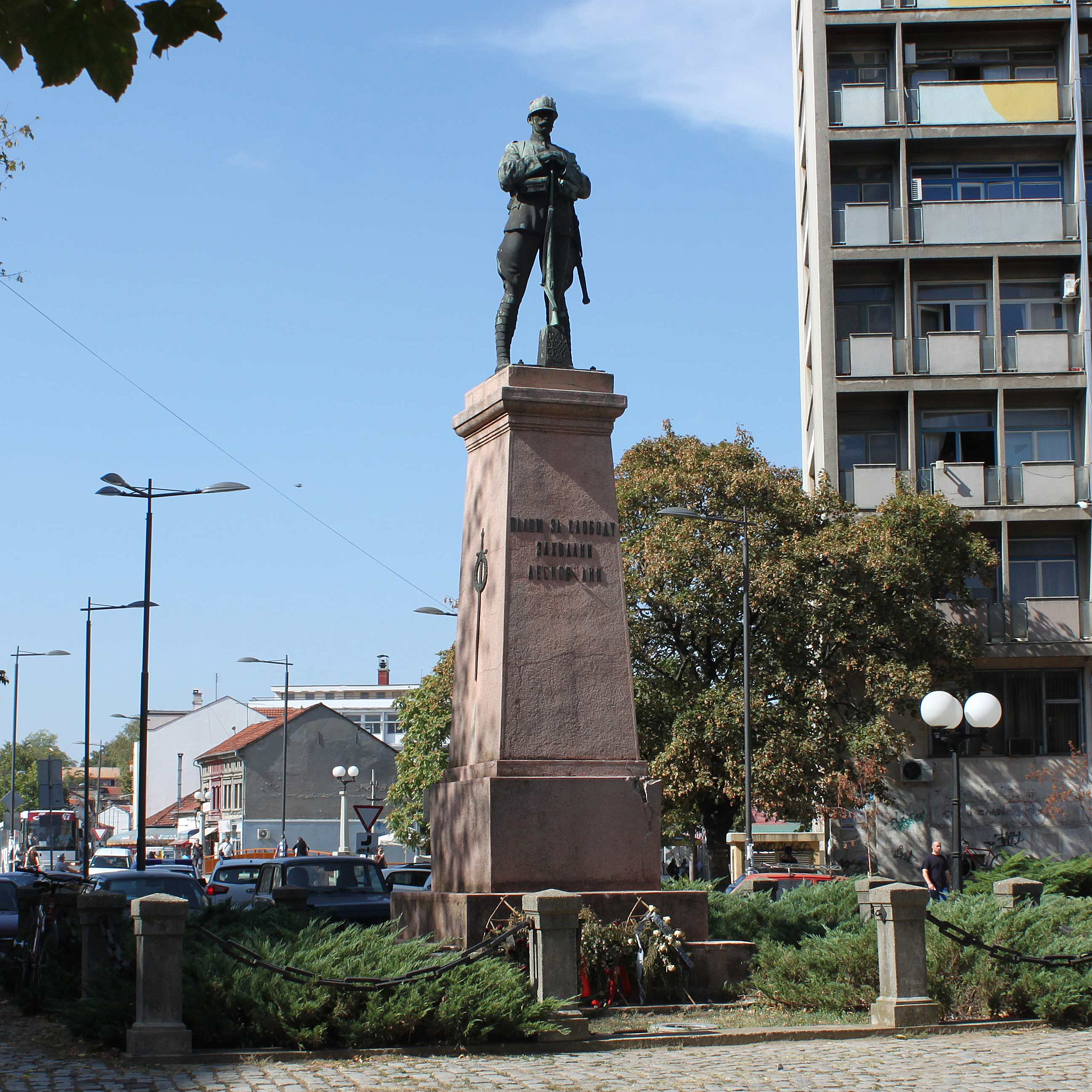
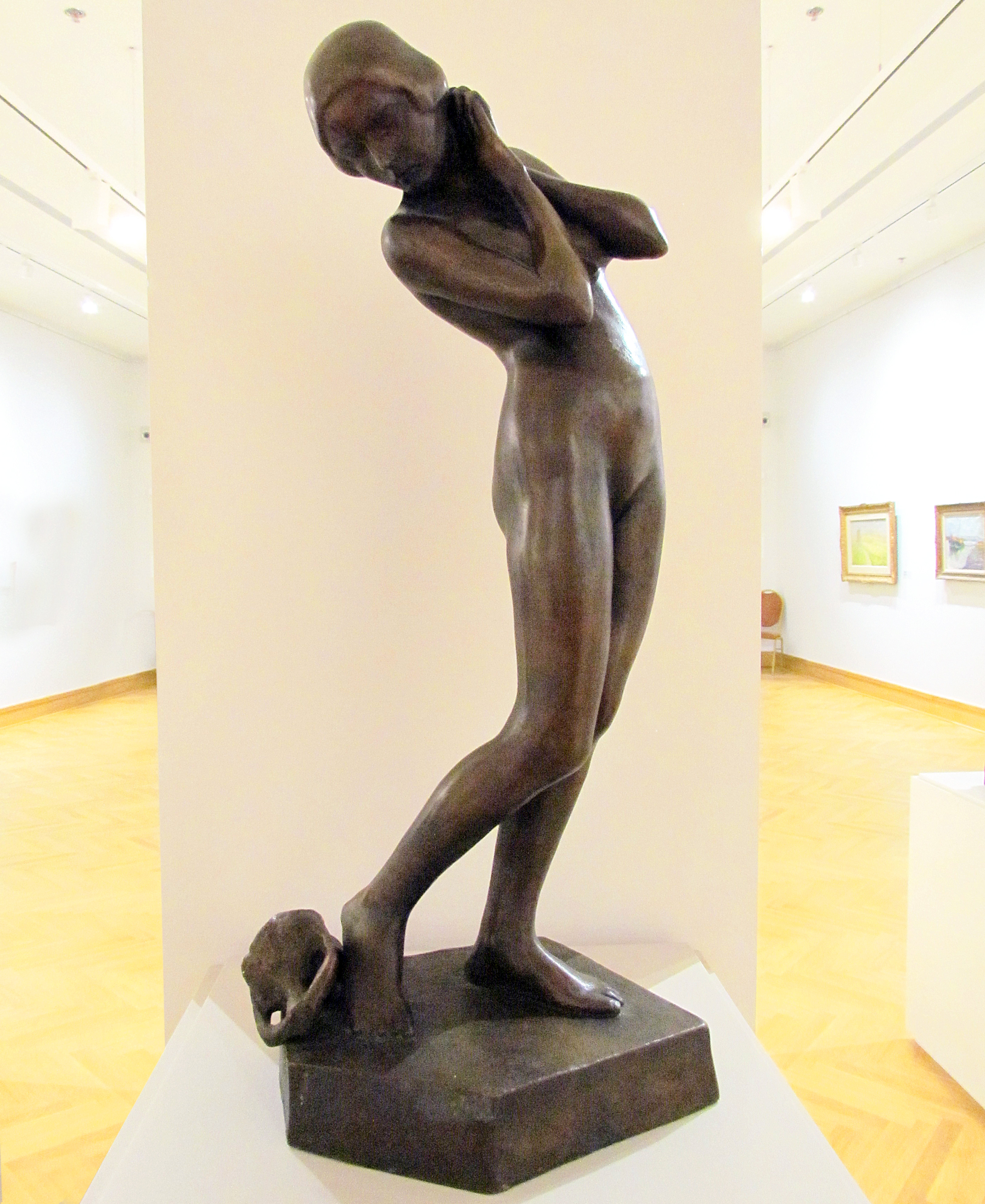
Broken Jug, Musée national de Serbie, 1911
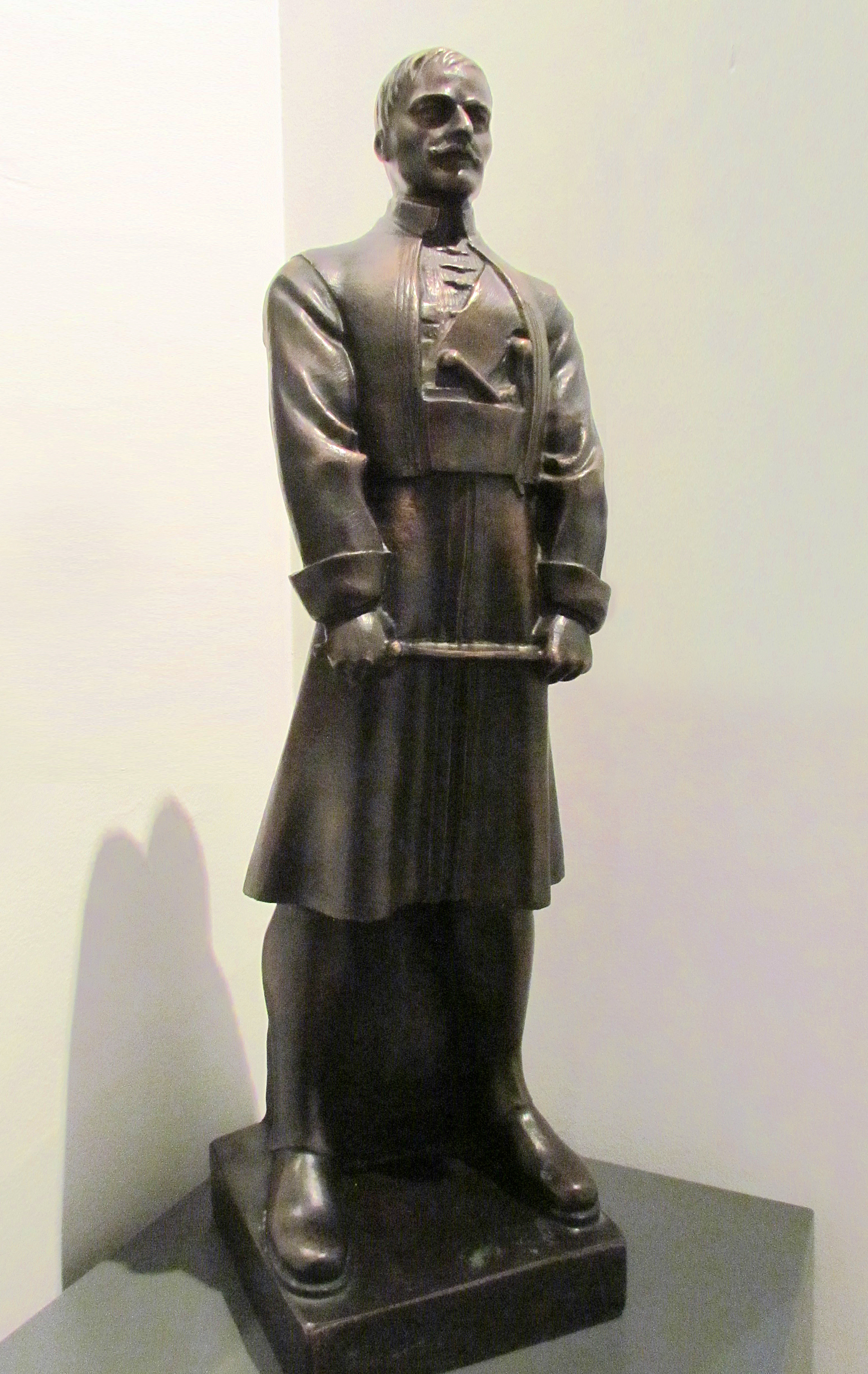
Karađorđe
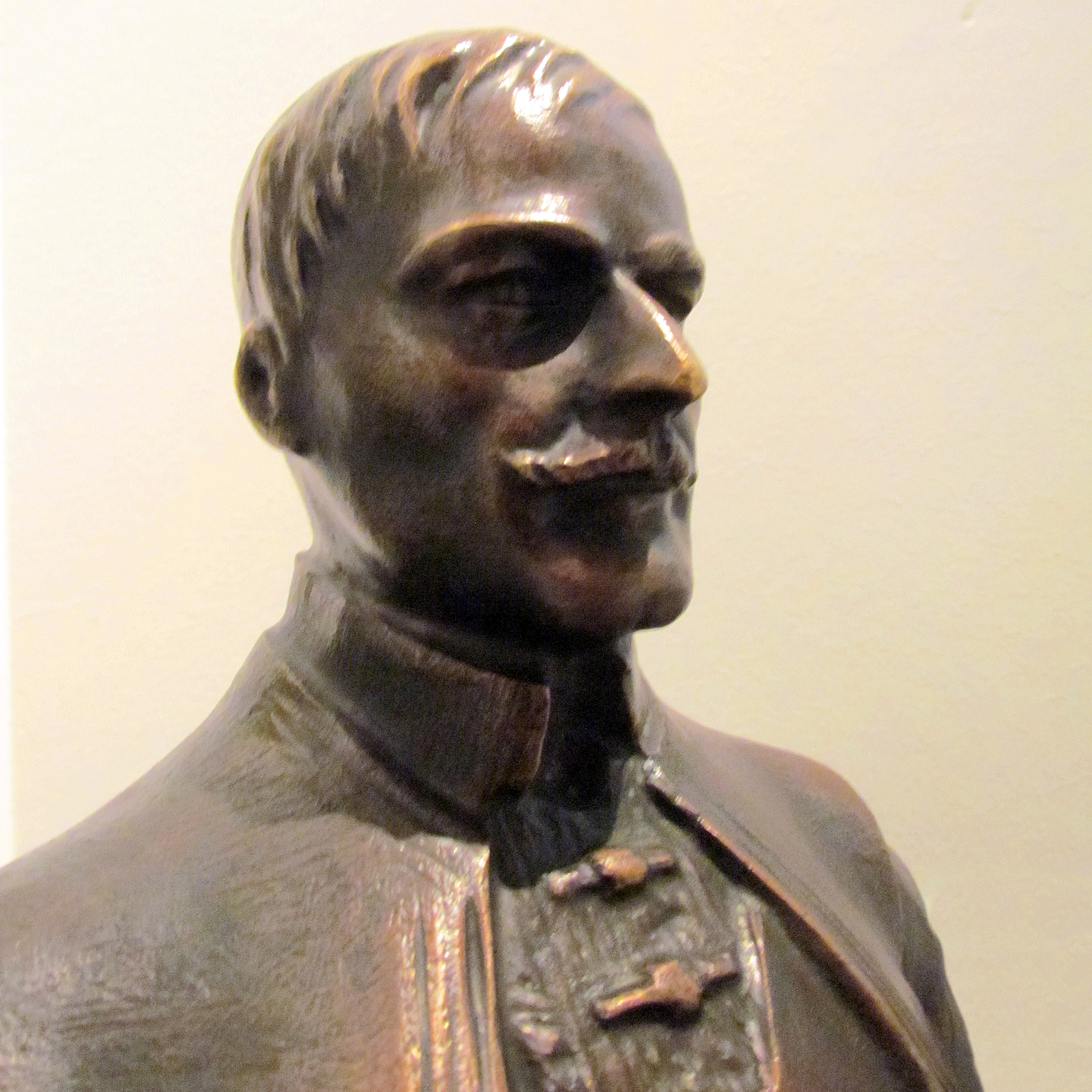
Karađorđe (détail)